# دافيد كاتزيرز
دافيد كاتزيرز (بالمجرية: Katzirz Dávid)‏ مواليد 25 يونيو 1980 في بيتش، هو لاعب كرة يد مجري. مثل منتخب المجر لكرة اليد.

## سجل المنافسة
شارك في البطولات التالية:
- بطولة العالم لكرة اليد للرجال 2003
- بطولة العالم لكرة اليد للرجال 2007
- بطولة العالم لكرة اليد للرجال 2009
- بطولة العالم لكرة اليد للرجال 2011
- بطولة أوروبا لكرة اليد للرجال 2010

## الإنجازات
- الدوري المجري لكرة اليد:
  - الميدالية الفضية: 2009، 2010، 2011
  - الميدالية البرونزية: 2003، 2004
- كأس أوروبا لكرة اليد:
  - نصف النهائي: 2003